# رابطة صناعة التسجيلات الماليزية
رابطة صناعة التسجيلات الماليزية (باللغة الماليزية:Persatuan Industri Rakaman Malaysia) هي منظمة موسيقية ماليزية غير ربحية، تأسست في 12 ديسمبر 1978، باسم الرابطة الماليزية لمنتجي الفونوغراف. في نهاية الثمانينيات، غيروا أسمها إلى الجمعية الماليزية لمنتجي وموزعي التسجيلات الصوتية والفيديو. وأعتمدت اسمها الحالي في عام 1996.
وهي تمثل حالياً أكثر من 340 شركة وشركات تسجيل محلية، وتشارك جميعها في إنتاج وتصنيع وتوزيع الأغاني المحلية والعالمية والفيديو كليبات وتسجيل الكاريوكي. يمثل هذا حوالي 95٪ من جميع التسجيلات الشرعية المتاحة تجارياً في سوق الموسيقى في ماليزيا.
تحت إشراف وزارة التجارة المحلية وشؤون المستهلك الماليزية، تعد الرابطة عضواً في فريق العمل بحقوق النشر التابع للوزارة. كما كان عضواً في لجنة مراجعة قانون حق المؤلف التابعة للنائب العام.
يعترف الاتحاد الدولي للصناعة الفونوغرافية برابطة صناعة التسجيلات الماليزية باعتبارها المجموعة الوطنية لماليزيا. رئيس الرابطة هو عضو في المجلس الإقليمي التابع لآسيا والمحيط الهادئ. ورابطة صناعة التسجيلات الماليزية هي أيضاً عضو في رابطة صناعة الموسيقى الآسيوية.
والرابطة كذلك مسؤولة عن تنظيم الحدث الموسيقي السنوي أنوجيرا أندوستري ميوزك.

## مستويات الشهادة
رابطة صناعة التسجيلات هي مسؤولة عن التصديق على ألبومات الذهب والبلاتين في ماليزيا، بناءاً على المبيعات. المستويات هي:
الألبومات الموسيقية
| الشهادة              | قبل 1 يناير 1997 | قبل 1 يناير 2000 | قبل 1 يناير 2003 | قبل 1 يناير 2006 | قبل 1 يوليو 2009 | بعد 1 يوليو 2009 |
| -------------------- | ---------------- | ---------------- | ---------------- | ---------------- | ---------------- | ---------------- |
| الأسطوانة الذهبية    | 100,000          | 50,000           | 25,000           | 15,000           | 10,000           | 7,500            |
| الأسطوانة البلاتينية | 200,000          | 100,000          | 50,000           | 25,000           | 20,000           | 15,000           |

الأغاني الدولية
| الشهادة              | قبل 1 يناير 2000 | قبل 1 يناير 2003 | حتى 31 ديسمبر 2005 |
| -------------------- | ---------------- | ---------------- | ------------------ |
| الأسطوانة الذهبية    | 25,000           | 15,000           | 10,000             |
| الأسطوانة البلاتينية | 50,000           | 25,000           | 20,000             |

ملاحظة: جوائز الأغاني المحلية والدولية كانت مختلفة عن بعضها قبل عام 2006.
المبيعات الملموسة
تمت إضافتها في يوليو 2009.
| الشهادة              | رقم المبيعات |
| -------------------- | ------------ |
| الأسطوانة الذهبية    | 15,000       |
| الأسطوانة البلاتينية | 30,000       |

التحميلات الرقمية
تمت إضافتها في يوليو 2009.
| الشهادة              | رقم المبيعات |
| -------------------- | ------------ |
| الأسطوانة الذهبية    | 75,000       |
| الأسطوانة البلاتينية | 150,000      |

## مخططات أر آي إم
منذ عام 2017، تدير رابطة صناعة التسجيلات الماليزية مخططات موسيقية تصنف الأغاني الأفضل أداءاً في ماليزيا. يرتب مخطط أر آي إم أفضل 20 أغنية دولية ومحلية منتشرة في ماليزيا، مع مخطط آخر لأفضل 10 أغنية محلية منتشرة.

## قائمة الأغاني التي حصدت المركز الأول

### 2019
| تشير الخلفية الصفراء إلى الأغنية الدولية الأكثر بقاءاً في المركز الأول لعام 2019. |

| تشير الخلفية الخضراء إلى الأغنية المحلية الأكثر بقاءاً في المركز الأول لعام 2019. |

| التاريخ   | الأغاني الدولية والمحلية | الأغاني الدولية والمحلية           | الأغاني الدولية والمحلية | الأغاني المحلية   | الأغاني المحلية         | الأغاني المحلية |
| التاريخ   | الأغنية                  | المغني                             | مراجع.                   | الأغنية           | المغني                  | مراجع.          |
| --------- | ------------------------ | ---------------------------------- | ------------------------ | ----------------- | ----------------------- | --------------- |
| 3 يناير   | "سونفلور"                | بوست مالون وسواي لي                | [ 7 ]                    | "بولانغ"          | انسومنياكس              | [ 8 ]           |
| 10 يناير  | "سونفلور"                | بوست مالون وسواي لي                | [ 9 ]                    | "بولانغ"          | انسومنياكس              | [ 10 ]          |
| 17 يناير  | "سونفلور"                | بوست مالون وسواي لي                | [ 11 ]                   | "بولانغ"          | انسومنياكس              | [ 12 ]          |
| 24 يناير  | "7 رينغس"                | أريانا غراندي                      | [ 13 ]                   | "بولانغ"          | انسومنياكس              | [ 14 ]          |
| 31 يناير  | "7 رينغس"                | أريانا غراندي                      | [ 15 ]                   | "بولانغ"          | انسومنياكس              | [ 16 ]          |
| 7 فبراير  | "7 رينغس"                | أريانا غراندي                      | [ 17 ]                   | "دي ماتامو"       | سفيان سحيمي             | [ 18 ]          |
| 14 فبراير | "7 رينغس"                | أريانا غراندي                      | [ 19 ]                   | "دي ماتامو"       | سفيان سحيمي             | [ 20 ]          |
| 21 فبراير | "7 رينغس"                | أريانا غراندي                      | [ 21 ]                   | "بولانغ"          | انسومنياكس              | [ 22 ]          |
| 28 فبراير | "7 رينغس"                | أريانا غراندي                      | [ 23 ]                   | "بولانغ"          | انسومنياكس              | [ 24 ]          |
| 7 مارس    | "7 رينغس"                | أريانا غراندي                      | [ 25 ]                   | "بولانغ"          | انسومنياكس              | [ 26 ]          |
| 14 مارس   | "7 رينغس"                | أريانا غراندي                      | [ 27 ]                   | "بولانغ"          | انسومنياكس              | [ 28 ]          |
| 21 مارس   | "7 رينغس"                | أريانا غراندي                      | [ 29 ]                   | "بيزا أجا"        | فايزال طاهر             | [ 30 ]          |
| 28 مارس   | "7 رينغس"                | أريانا غراندي                      | [ 31 ]                   | "بيزا أجا"        | فايزال طاهر             | [ 32 ]          |
| 4 أبريل   | "أون ماي واي"            | ألان ووكر وسابرينا كاربنتر وفاراكو | [ 33 ]                   | "دوندي"           | آندي برنادي             | [ 34 ]          |
| 11 أبريل  | "كيل ذس لوف"             | بلاكبينك                           | [ 35 ]                   | "فورايفيرمور"     | يونا                    | [ 36 ]          |
| 18 أبريل  | "بوي وذ لوف"             | بي تي أس بالتعاون مع هالزي         | [ 37 ]                   | "كيسا سينتا كيتا" | حافظ                    | [ 38 ]          |
| 25 أبريل  | "بوي وذ لوف"             | بي تي أس بالتعاون مع هالزي         | [ 39 ]                   | "كيسا سينتا كيتا" | حافظ                    | [ 40 ]          |
| 2 مايو    | "بوي وذ لوف"             | بي تي أس بالتعاون مع هالزي         | [ 41 ]                   | "دوندي"           | آندي برنادي             | [ 42 ]          |
| 9 مايو    | "بوي وذ لوف"             | بي تي أس بالتعاون مع هالزي         | [ 43 ]                   | "دوندي"           | آندي برنادي             | [ 44 ]          |
| 16 مايو   | "آي دونت كير"            | إد شيران وجاستن بيبر               | [ 45 ]                   | "سومباه"          | نعيم دانيال             | [ 46 ]          |
| 23 مايو   | "آي دونت كير"            | إد شيران وجاستن بيبر               | [ 47 ]                   | "سومباه"          | نعيم دانيال             | [ 48 ]          |
| 30 مايو   | "بوي وذ لوف"             | بي تي أس بالتعاون مع هالزي         | [ 49 ]                   | "بايكرس كينتال"   | أكيم أحمد وفايزال طاهر  | [ 50 ]          |
| 6 يونيو   | "آي دونت كير"            | إد شيران وجاستن بيبر               | [ 51 ]                   | "سومباه"          | نعيم دانيال             | [ 52 ]          |
| 13 يونيو  | "آي دونت كير"            | إد شيران وجاستن بيبر               | [ 53 ]                   | "بولانغ"          | انسومنياكس              | [ 54 ]          |
| 20 يونيو  | "إتس يو"                 | علي غاتي                           | [ 55 ]                   | "بولانغ"          | انسومنياكس              | [ 56 ]          |
| 27 يونيو  | "سنيوريتا"               | شون مينديز وكاميلا كابيو           | [ 57 ]                   | "بولانغ"          | انسومنياكس              | [ 58 ]          |
| 4 يوليو   | "سنيوريتا"               | شون مينديز وكاميلا كابيو           | [ 59 ]                   | "بولانغ"          | انسومنياكس              | [ 60 ]          |
| 11 يوليو  | "سنيوريتا"               | شون مينديز وكاميلا كابيو           | [ 61 ]                   | "بولانغ"          | انسومنياكس              | [ 62 ]          |
| 18 يوليو  | "سنيوريتا"               | شون مينديز وكاميلا كابيو           | [ 63 ]                   | "ميمبي"           | كي-كليك بالتعاون مع ألف | [ 64 ]          |
| 25 يوليو  | "سنيوريتا"               | شون مينديز وكاميلا كابيو           | [ 65 ]                   | "ميمبي"           | كي-كليك بالتعاون مع ألف | [ 66 ]          |
| 1 أغسطس   | "سنيوريتا"               | شون مينديز وكاميلا كابيو           | [ 67 ]                   | "بولانغ"          | انسومنياكس              | [ 68 ]          |
| 8 أغسطس   | "سنيوريتا"               | شون مينديز وكاميلا كابيو           | [ 69 ]                   | "بولانغ"          | انسومنياكس              | [ 70 ]          |
| 15 أغسطس  | "سنيوريتا"               | شون مينديز وكاميلا كابيو           | [ 71 ]                   | "ميمبي"           | كي-كليك بالتعاون مع ألف | [ 72 ]          |
| 22 أغسطس  | "سنيوريتا"               | شون مينديز وكاميلا كابيو           | [ 73 ]                   | "ميمبي"           | كي-كليك بالتعاون مع ألف | [ 74 ]          |
| 29 أغسطس  | "سنيوريتا"               | شون مينديز وكاميلا كابيو           | [ 75 ]                   | "ميمبي"           | كي-كليك بالتعاون مع ألف | [ 76 ]          |
| 5 سبتمبر  | "سنيوريتا"               | شون مينديز وكاميلا كابيو           | [ 77 ]                   | "ميمبي"           | كي-كليك بالتعاون مع ألف | [ 78 ]          |
| 12 سبتمبر | "سنيوريتا"               | شون مينديز وكاميلا كابيو           | [ 79 ]                   | "ميمبي"           | كي-كليك بالتعاون مع ألف | [ 80 ]          |
| 19 سبتمبر | "وونت كراي"              | دجاي شو واشين                      | [ 81 ]                   | "ميمبي"           | كي-كليك بالتعاون مع ألف | [ 82 ]          |
| 26 سبتمبر | "وونت كراي"              | دجاي شو واشين                      | [ 83 ]                   | "ميمبي"           | كي-كليك بالتعاون مع ألف | [ 84 ]          |
| 3 أكتوبر  | "سومبودي يو لوفد"        | لويس كابالدي                       | [ 85 ]                   | "ميمبي"           | كي-كليك بالتعاون مع ألف | [ 86 ]          |
| 10 أكتوبر | "سيركلز"                 | بوست مالون                         | [ 87 ]                   | "ميمبي"           | كي-كليك بالتعاون مع ألف | [ 88 ]          |
| 17 أكتوبر | "ميموريز"                | مارون 5                            | [ 89 ]                   | "ميمبي"           | كي-كليك بالتعاون مع ألف | [ 90 ]          |
| 24 أكتوبر | "ميموريز"                | مارون 5                            | [ 91 ]                   | "ميمبي"           | كي-كليك بالتعاون مع ألف | [ 92 ]          |
| 31 أكتوبر | "ميموريز"                | مارون 5                            | [ 93 ]                   | "ميمبي"           | كي-كليك بالتعاون مع ألف | [ 94 ]          |
| 7 نوفمبر  | "ميموريز"                | مارون 5                            | [ 95 ]                   | "ميمبي"           | كي-كليك بالتعاون مع ألف | [ 96 ]          |
| 14 نوفمبر | "ميموريز"                | مارون 5                            | [ 97 ]                   | "ميمبي"           | كي-كليك بالتعاون مع ألف | [ 98 ]          |
| 21 نوفمبر | "ميموريز"                | مارون 5                            | [ 99 ]                   | "ميمبي"           | كي-كليك بالتعاون مع ألف | [ 100 ]         |
| 28 نوفمبر | "ميموريز"                | مارون 5                            | [ 101 ]                  | "ميمبي"           | كي-كليك بالتعاون مع ألف | [ 102 ]         |
| 5 ديسمبر  | "دانس مونكي"             | تونيس أند أي                       | [ 103 ]                  | "ميمبي"           | كي-كليك بالتعاون مع ألف | [ 104 ]         |
| 12 ديسمبر | "دانس مونكي"             | تونيس أند أي                       | [ 105 ]                  | "ميمبي"           | كي-كليك بالتعاون مع ألف | [ 106 ]         |
| 19 ديسمبر | "دانس مونكي"             | تونيس أند أي                       | [ 107 ]                  | "ميمبي"           | كي-كليك بالتعاون مع ألف | [ 108 ]         |
| 26 ديسمبر | "دانس مونكي"             | تونيس أند أي                       | [ 109 ]                  | "ميمبي"           | كي-كليك بالتعاون مع ألف | [ 110 ]         |

## وصلات خارجية
- الموقع الرسمي